# Phillip Johnson
Phillip E. Johnson (Aurora, 18 giugno 1940 – Berkeley, 2 novembre 2019) è stato uno pseudoscienziato e saggista statunitense, professore di legge presso l'Università della California - Berkeley.
È considerato il padre del movimento del disegno intelligente, che critica la teoria dell'evoluzione, e promuove il disegno intelligente come sua alternativa; Johnson nega la posizione scientifica dominante che vuole il virus dell'immunodeficienza umana (HIV) come solo responsabile dell'AIDS. Larga parte della comunità scientifica considera entrambe queste posizioni come pseudoscienza.

## Disegno intelligente
Johnson è soprattutto noto come uno dei fondatori del movimento del disegno intelligente (ID), architetto principale della Wedge strategy ("strategia del cuneo"), autore dell'emendamento Santorum e uno dei più prolifici autori del movimento dell'ID. Johnson è anche cofondatore e program advisor del Center for Science and Culture ("Centro per la scienza e la cultura", 'CSC') del Discovery Institute.
Johnson ha promosso energicamente in ambito pubblico e politico l'insegnamento del disegno intelligente, in opposizione all'evoluzione, che Johnson descrive come «ateistica», «sconfessata da tutte le prove» e la cui «logica è terribile». Nel descrivere la filosofia della scienza, e per estensione le sue teorie come l'evoluzione, come ateistica, Johnson sostiene che una alternativa più valida sia il "realismo teistico". Il teismo realistico afferma che la scienza, affidandosi al naturalismo metodologico, richiede una adozione a priori della filosofia naturalistica che scarta erroneamente qualunque spiegazione che contenga una causa sovrannaturale. Questi concetti sono tema comune in molti dei suoi libri, come Darwin on Trial ("Processo a Darwin"), Reason in the Balance: The Case Against Naturalism in Science, Law and Education, Defeating Darwinism by Opening Minds, e The Wedge of Truth: Splitting the Foundations of Naturalism.
Lavorando all'interno del Center for Science and Culture, Johnson scrisse una prima bozza dell'emendamento Santorum, che sosteneva l'approccio Teach the Controversy ("Insegna la controversia") all'evoluzione nei corsi delle scuole pubbliche, un tema ora comune all'interno del movimento del disegno intelligente.

## Opere
- Darwin on Trial, InterVarsity Press, 1993, ISBN, 0-8308-1324-1
- Reason in the Balance, InterVarsity Press, 1998, ISBN, 0-8308-1929-0
- Defeating Darwinism by Opening Minds, InterVarsity Press, 1997, ISBN 0-8308-1360-8
- The Wedge of Truth, InterVarsity Press, 2002, ISBN 0-8308-2267-4
- Objections Sustained, InterVarsity Press, 2000, ISBN 0-8308-2288-7
- The Right Questions, InterVarsity Press, 2002, ISBN 0-8308-2294-1
- Darwinism: Science or Philosophy?, Foundation for Thought & Ethics, 1994, ISBN 0-9642104-0-1